# 서울갈산초등학교
서울갈산초등학교(서울葛山初等學校)는 대한민국 서울특별시 양천구에 있는 공립 초등학교이다.

## 학교 연혁
- 1987. 11. 26: 개교
- 1988. 9. 1: 제2대 임태익 교장 부임
- 1990. 1. 8: 서울특별시 양궁 시범학교 지정
- 1991. 3. 1: 제3대 교장 박상건 부임
- 1993. 12. 28: 제4대 김익수 교장 부임
- 1995. 3. 1: 평생교육 시범학교 운영
- 1995. 12. 29: 과학교육 우수교 표창(교육감)
- 1996. 12. 27: 학교경영 우수학교 표창(교육부장관)
- 1999. 9. 2: 제5대 한영희 교장 부임
- 2000. 11. 8: 특별활동 우수학교 표창
- 2001. 12. 31: 학교 경영 우수학교 교육감 표창
- 2002. 11. 27: 학교평가 우수학교(정보화 교육) 표창
- 2003. 12. 9: 제6대 류효문 교장 취임
- 2005. 12. 30: 환경 교육 우수상 (서울특별시 교육감)
- 2006. 9. 1: 제7대 김종관 교장 취임
- 2007. 2. 12: 2006 학년도 학교 평가 우수학교 표창(교육장)
- 2011. 8. 3: 제8대 고근식 교장 취임
- 2014. 12. 29: 진로교육 우수학교 교육장 표창
- 2015. 3. 1: 제9대 박지원 교장 취임
- 2027. 11. 26: 개교 40주년

## 참고 자료
- 서울갈산초등학교 - 한국교육학술정보원 학교알리미